# Laccophilus ruficollis
Laccophilus ruficollis är en skalbaggsart som beskrevs av Zimmermann 1919. Laccophilus ruficollis ingår i släktet Laccophilus och familjen dykare. Inga underarter finns listade i Catalogue of Life.